# 폴 킴 (1981년)
폴 킴(영어: Paul Kim, 1981년 3월 26일 ~ )은 한국계 미국인 가수이다. P.Keys라는 이름으로도 잘 알려져 있다. 《아메리칸 아이돌 시즌 6》에 참가하였다.